# Клосон, Джерард
Сэр Джерард Лесли Макинс Клосон (англ. Sir Gerard Leslie Makins Clauson; 28 апреля 1891, Лондон, Британская империя — 1 мая 1974) — британский государственный служащий, бизнесмен, востоковед, наиболее  известный в связи с исследованиями тюркских языков.

## Биография
Клосон учился в Итонском колледже, где был капитаном школы, в возрасте 15 или 16 лет опубликовал критическое издание краткого текста на пали "A New Kammavācā" в журнале Journal of the Pali Text Society. В 1906 году, когда его отец был назначен главным секретарем на Кипре, он учил самостоятельно турецкий, совершенствуя школьный греческий. Он учился в Корпус-Кристи колледж в Оксфорде, получив ученую степень, затем в Boden Sanskrit Scholar (1911); Hall-Houghtman Syriac Prizeman (1913) и James Mew Arabic Scholar в 1920 г. Во время Первой мировой войны он сражался в битве при Галлиполи, где использовал свои таланты в радиоэлектронной разведке, связанной с кодами немецкой и османской армий.
Это были годы, когда в Центральной Азии экспедициями Свена Хедина, сэра Аурела Стейна и др. были открыты новые тексты на разных языках, включая тохарский, хотаносакский и тумшукско-сакский языки. Клосон активно участвовал в их изучении, а также китайских буддийских текстов на тибетском.
Клосон также исследовал тангутский язык, и в 1937—1938 годах пишет набросок словаря языка Си-Ся. Этот словарь не был опубликован, но рукопись находится в Школе восточных и африканских исследований в Лондоне.
В 1919 году он начал работать на британской государственной службе, которая была завершена в должности помощника заместителя государственного секретаря по делам колоний (1940-1951), и в этом качестве он возглавлял Международную конференцию по пшенице 1947 года, и Международную конференцию по резине 1951 г. После обязательного выхода на пенсию в возрасте 60 лет, он переключился на карьеру в бизнесе и занимал пост председателя Pirelli в 1960-1969.

## Избранные труды
- 1962. Studies in Turkic and Mongolic Linguistics. Royal Asiatic Society of Great Britain and Ireland. Routledge (reprint, 2002). ISBN 0415297729.
- 1964. "The future of Tangut (Hsi Hsia) Studies"; Asia Major (New Series) volume 11, part 1: 54–77.
- 1972. An Etymological Dictionary of pre-thirteenth-century Turkish. Oxford: Clarendon Press.